# شاه شهید (قشم)
 شاه شهید  (قشم)، بقعهٔای واقع در بخش شهاب از توابع شهرستان قشم و از نقاط دیدنی استان هرمزگان در جنوب ایران است.
«بقعه شاه شهید » از اماکن زیارتی جزیره قشم است، این بقعه در چند سال اخیر بازسازی و گسترش یافته‌است. مردم جزیره درباره شاه شهید و کوچه آن داستان‌هایی  می‌گویند. 

## منبع
- زنده دل، دستیاران، حسن. (مجموعه کتابهای راهنمای جامع ایرانگردی استان هرمزگان)  ج۱. چاپ وانتشار سال ۱۹۹۸ میلادی.